# 3598 Saucier
3598 Saucier (1977 KK1) là một tiểu hành tinh vành đai chính được phát hiện ngày 18 tháng 5 năm 1977 bởi E. S. Bus ở Palomar.